# Gunnar Åkerlund
Gunnar Åkerlund (Nicopinga, Sudermânia, 20 de novembro de 1923 – Nicopinga, Sudermânia, 4 de outubro de 2006) foi um canoísta sueco especialista em provas de velocidade.

## Carreira
Foi vencedor da medalha de Ouro em K-2 10000 m em Londres 1948 junto com o seu colega de equipa Hans Wetterström.
Foi vencedor da medalha de Prata em K-2 10000 m em Helsínquia 1952.